# Iglesia de madera de Hegge
Iglesia de madera de Hegge (en noruego: Hegge stavkyrkje) es una iglesia de madera del siglo XIII en Noruega. Es una iglesia parroquial de la Iglesia de Noruega en el municipio de Øystre Slidre en el condado de Innlandet. Se encuentra en el pueblo de Hegge. Es la iglesia de la parroquia de Hegge, que forma parte del prosti (decanato) de Valdres en la diócesis de Hamar. La iglesia de madera marrón fue construida en un diseño de iglesia larga alrededor del año 1216 utilizando planos elaborados por un arquitecto desconocido. La iglesia tiene capacidad para unas 150 personas.

## Historia
Los primeros registros históricos existentes de la iglesia datan del año 1322, pero la iglesia no era nueva ese año. La iglesia de Hegge es una iglesia de madera construida a principios del siglo XIII. La datación dendrocronológica moderna de algunos de los troncos de la iglesia indica que la iglesia fue construida alrededor del año 1215-1216. Es una iglesia de tipo basilical con 8 columnas interiores exentas llamadas duelas que forman una arcada, rodeando un espacio central con techo elevado. Una inscripción rúnica en la iglesia dice: «Erlingr Arnason ristet disse runer» que se traduce como Erling Arnason escribió estas runas. Externamente, la iglesia es bastante similar a la cercana iglesia de madera de Lomen. Es una iglesia alargada de nave rectangular con un coro más pequeño y estrecho. Hay una torre en el techo de la nave y había pasillos al aire libre que rodeaban la iglesia.
Después de la Reforma protestante, se levantaron torres de cumbrera, que cambiaron las apariencias externas. Tras una inspección el 23 de enero de 1665, se constata que la iglesia estaba muy deteriorada. Poco después de esto, se llevó a cabo un extenso proyecto de restauración y renovación. En 1706 y en 1712 se realizaron algunos trabajos de reparación en la iglesia. El retablo fue tallado por un artista local en 1780. El coro fue ampliado en 1807, dándole una planta rectangular. En 1844, la nave se amplió hacia el oeste. También en ese momento, se incorporaron a la nave pasillos al aire libre a los lados de la iglesia que proporcionaron más espacio para sentarse. Se construyó una sacristía al este del coro en 1864. Se llevaron a cabo reparaciones importantes en 1924-1925 para reparar daños por podredumbre y el asentamiento de los cimientos. Este proyecto fue dirigido por el arquitecto Arnstein Arneberg, quien más tarde llevó a cabo una extensa renovación de la Catedral de Hamar. La iglesia obtuvo una nueva fundación y las partes podridas de la estructura fueron reemplazadas. El pórtico de la iglesia fue ampliado. También en este momento, se instalaron ventanas nuevas y más pequeñas.

## Inventario
La pila bautismal del siglo XIII está decorada externamente con adornos de nudos, árboles, figuras humanas y estrellas. Una vestidura en la iglesia, hecha de lino burdo, data de 1686, y una pintura del Sacrificio de Isaac fue presentada a la iglesia en 1643.

## Galería

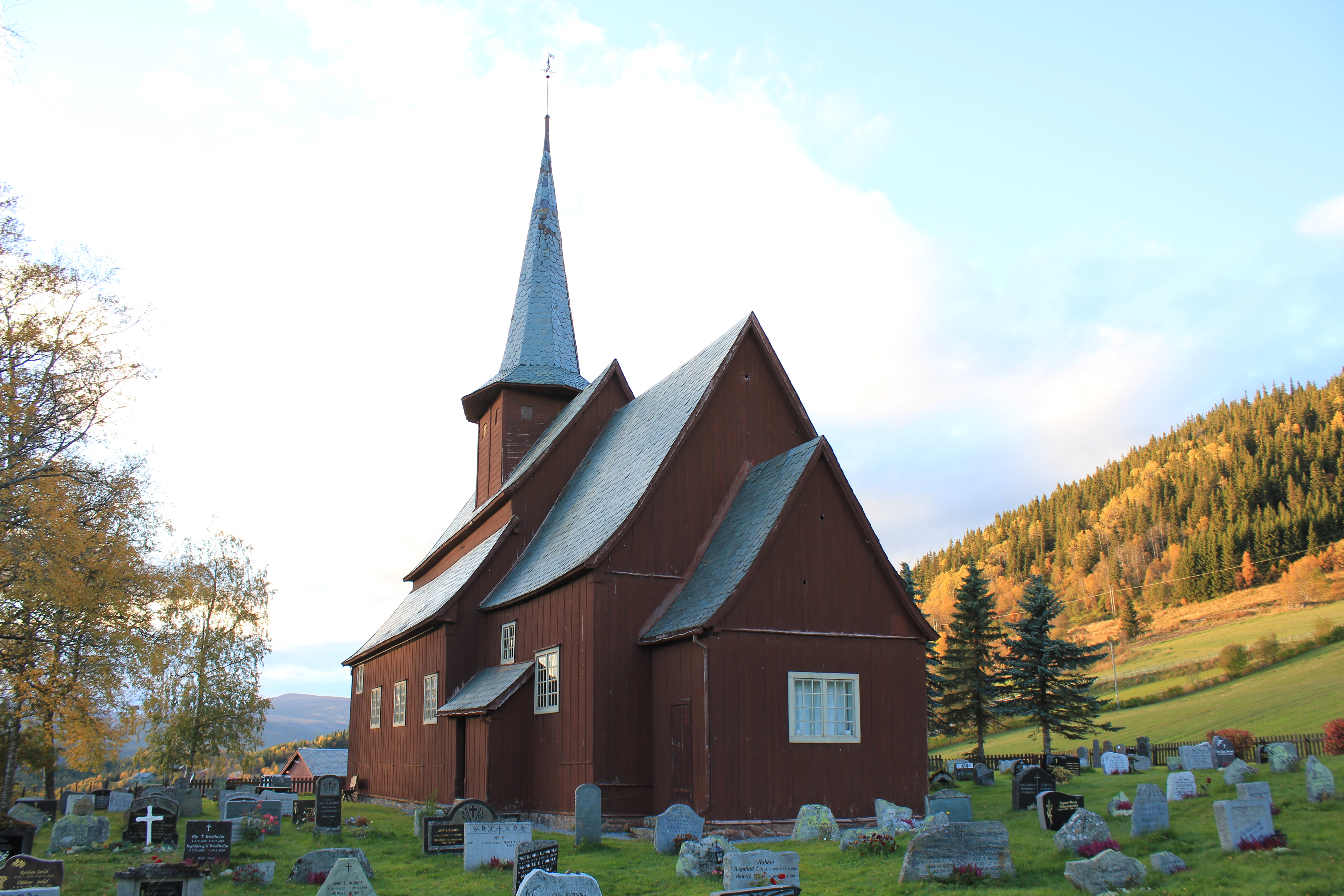
Cabecera del templo
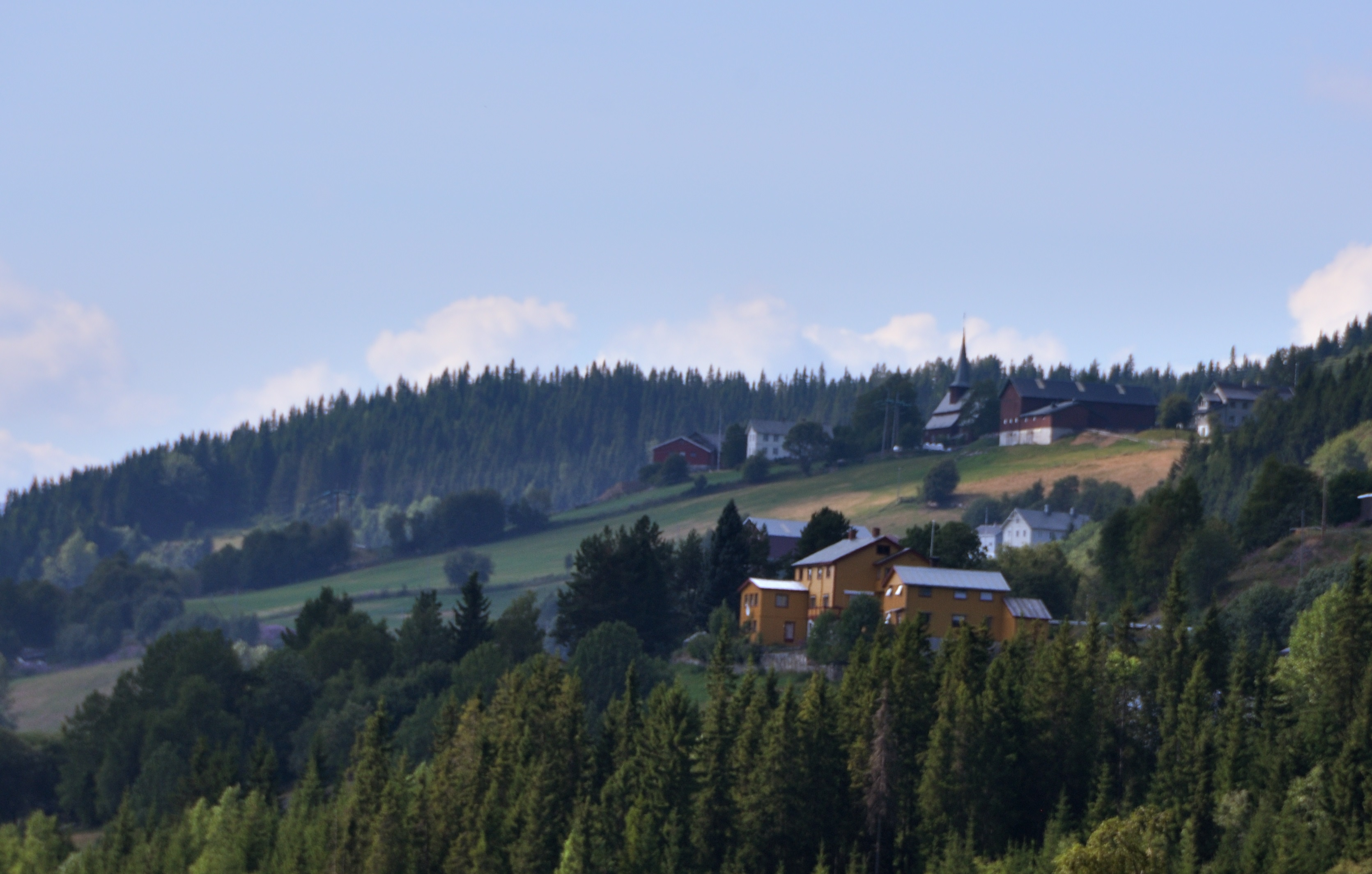
Vista general en el municipio de Øystre Slidre
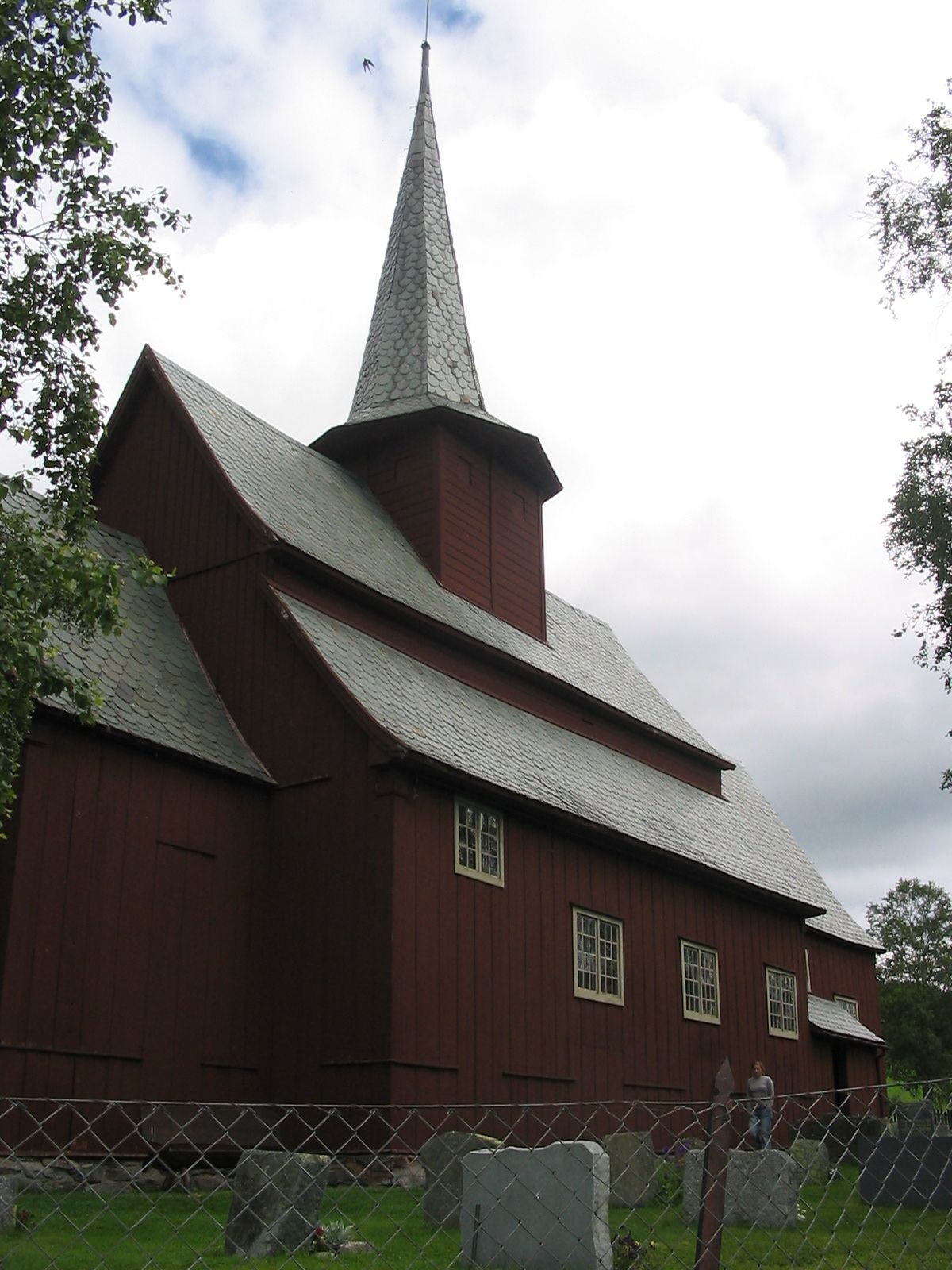
Vista de costado
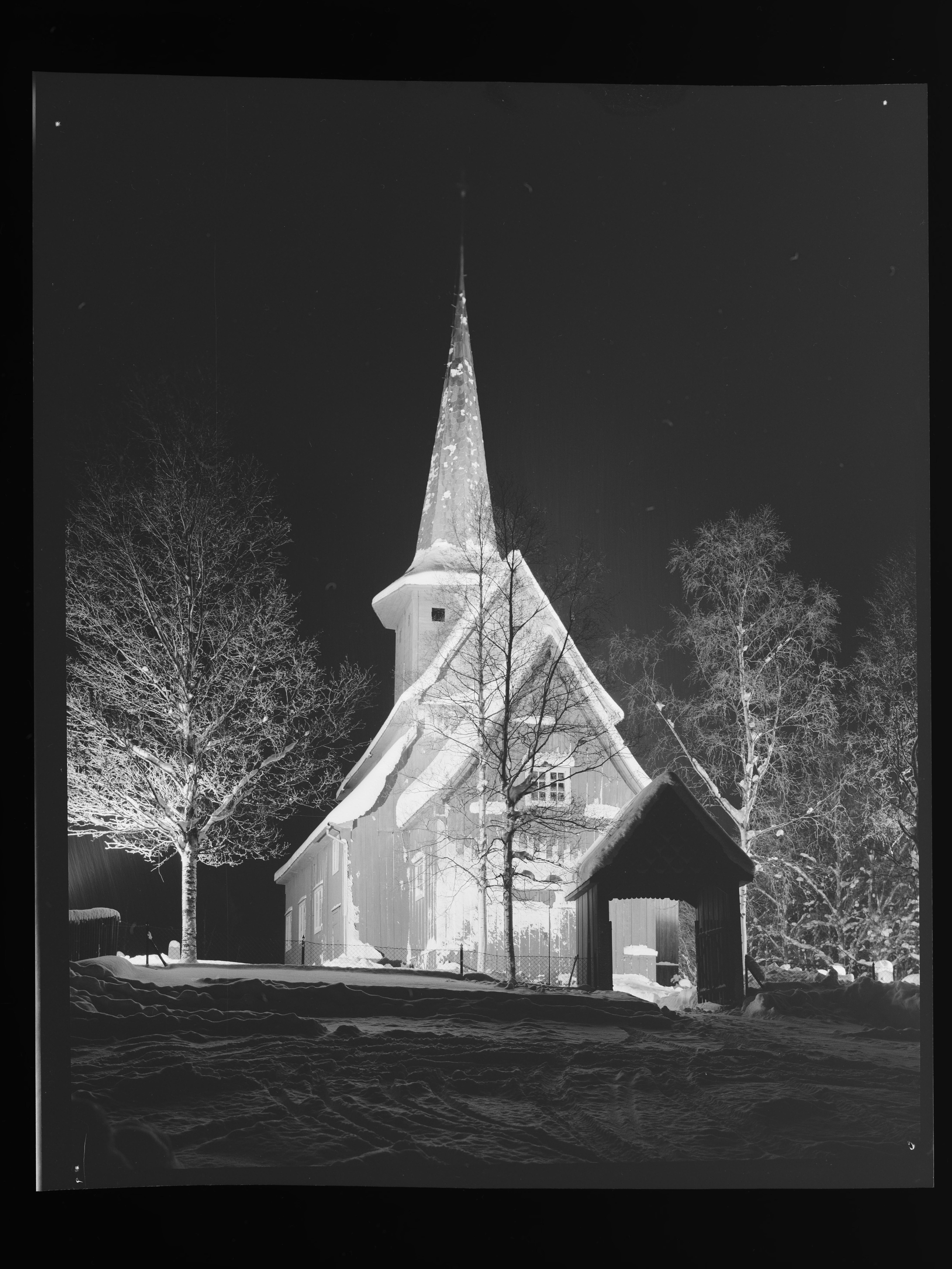
La iglesia en 1967
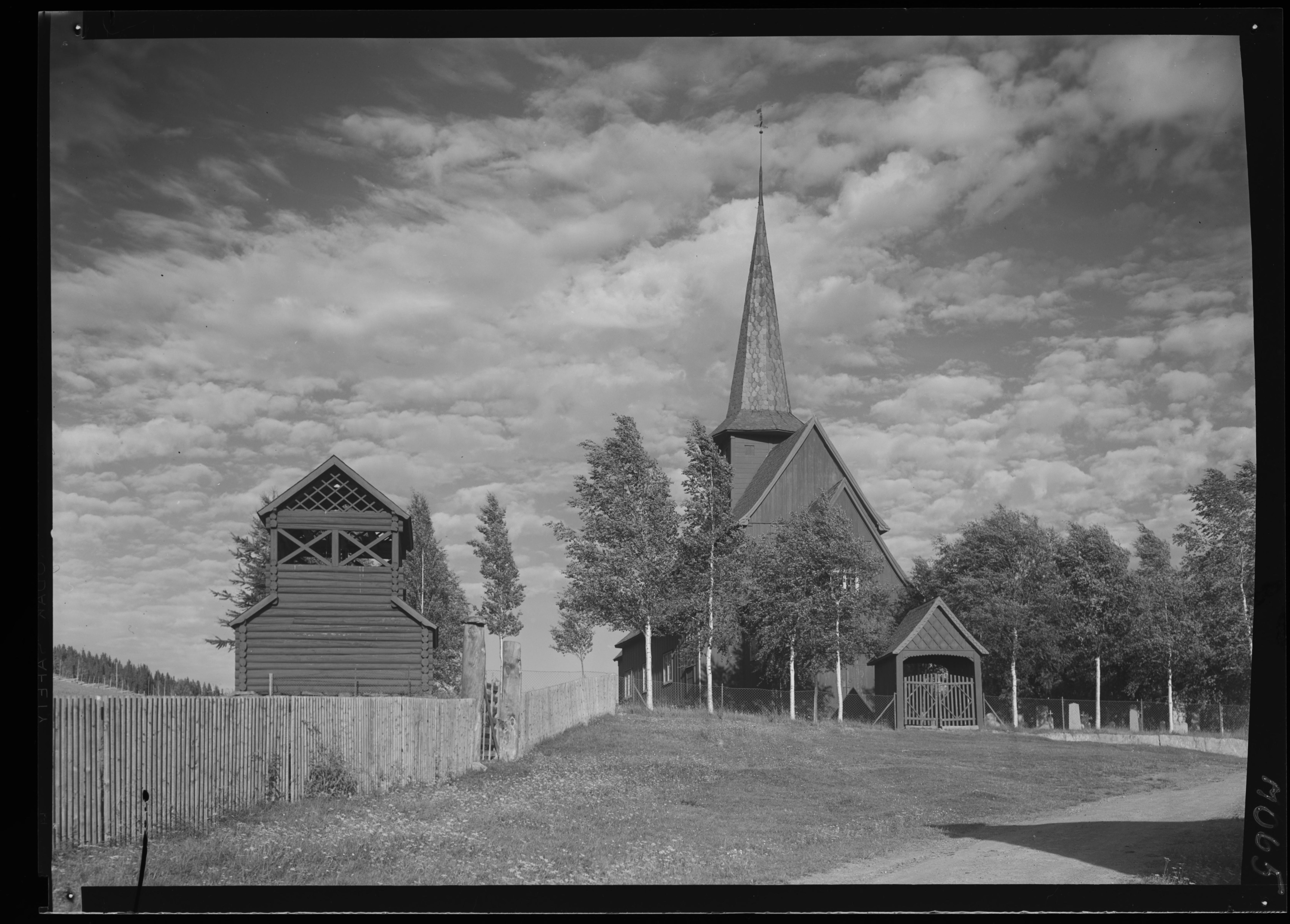
La iglesia a finalesde los años 1940
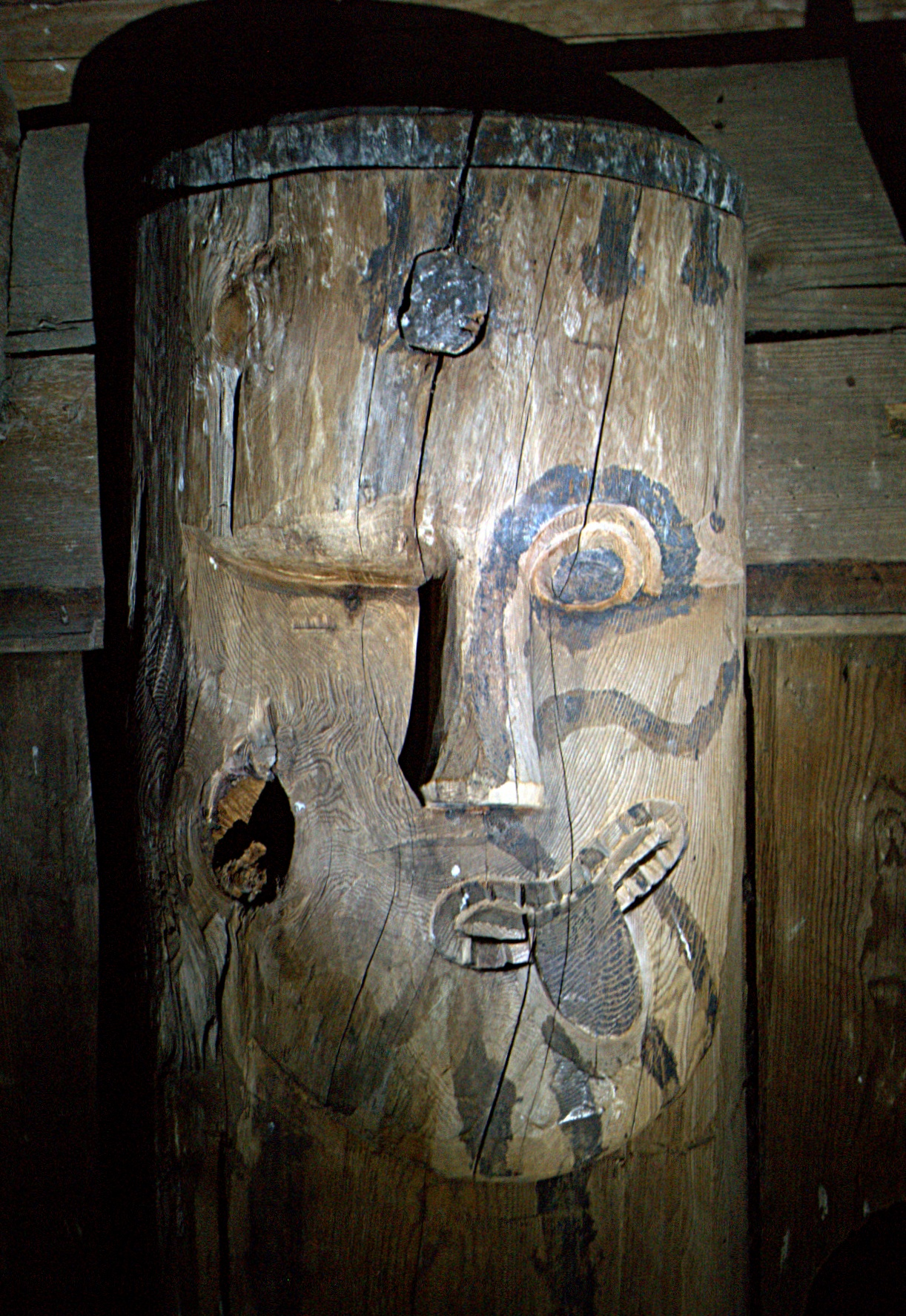
Detalle interiro